# Peter von Vécsey
Peter svobodný pán von Vécsey de Hernádvécse et Hajnácskeő (13. června 1768 – 21. července 1809) byl rakouský generál původem z Uher.
Do rakouské armády vstoupil v 17 letech, sloužil u tzv. německého jezdectva. Dne 25. srpna 1796 přeplaval tento mladý rytmistr švališérského pluku Kaiser v čele 15 jezdců řeku Vernitz nedaleko Rottenburku a zajal tamní francouzský oddíl. Poté se 20. října vyznamenal v bojích u Riegelu, kde se jeho jednotka zmocnila dvou nepřátelských děl. Sám Vécsey byl těžce raněn. Za tyto činy byl vyznamenán Vojenským řádem Marie Terezie a povýšen do šlechtického stavu. Stal se velitelem 3. husarského pluku, se kterým bojoval v bitvě u Caldiera roku 1805. Po znovuvypuknutí války s Francií v roce 1809 velel Německé detašované brigádě II. sboru a padl v bitvě u Wagramu.